# Aux confins du temps
Aux confins du temps (titre original en anglais Toward the End of Time) est un roman de l'écrivain américain John Updike publié originellement le 23 septembre 1997 aux États-Unis et en français le 25 août 2000 aux éditions du Seuil.

## Réception critique
À la parution du roman aux États-Unis, les critiques du New York Times sont très profondément partagées : Michiko Kakutani prononce un très dur jugement considérant qu'il s'agit d'un roman très faible – « un livre moche [...] dur et superficiel » – de la part pourtant de l'un des meilleurs écrivains américains tandis que Margaret Atwood, prenant le contrepied de sa consœur, qualifie de roman de « déplorablement bon, [...] excellemment écrit par un excellent écrivain ».
La traduction parue en français reçoit un bon accueil dans Libération et dans le quotidien suisse Le Temps, qui considère que « l'écrivain se livre à un subtil exercice d'auto-fiction et de science-fiction. Amer et caustique », mais est jugée de façon plus mitigée au Québec qui y voit un roman « un brin ennuyeux » parfois mal traduit.

## Éditions
- (en) Toward the End of Time, Alfred A. Knopf Publishers, 1997  (ISBN 978-0375400063), 334 p.
- (en) Toward the End of Time, Random House, 1998  (ISBN 9780449000410) 352 p.
- Aux confins du temps, éditions du Seuil, 2000  (ISBN 9782020339209), 368 p.[6]